# Jean-Marie Stephanopoli
Jean-Marie Stephanopoli est un footballeur professionnel français né le 27 août 1972 à Montreuil (Seine-Saint-Denis). Il effectue l'essentiel de sa carrière en Ligue 2, au poste d'arrière latéral gauche. Il est reconverti comme entraîneur. Depuis 2022 il est l'entraîneur adjoint de Christophe Pélissier à l'AJ Auxerre.

## Biographie

### Carrière de joueur
D'origine corse, Jean-Marie Stephanopoli termine sa formation au Paris Saint-Germain, où il gagne en 1991 la seule Coupe Gambardella de l'histoire du club. Il signe alors un contrat stagiaire pro de trois ans. Il quitte le club en 1995, après un prêt malheureux au Red Star, et se retrouve au chômage.
Après un passage sous contrat amateur au LOSC et un premier match en Division 1 à Lyon le 3 mai 1997, il signe fin mai 1997 un contrat professionnel de trois ans au Stade lavallois, où il retrouve Hervé Gauthier qui fut son entraîneur à Lille. Dans le couloir gauche de la défense mayennaise il prend la place de Franck Haise, parti à Beauvais, et devient une pièce maîtresse du onze de Gauthier durant quatre saisons, jouant plus de 140 matchs sous les couleurs Tango.
Il signe ensuite à l'Amiens SC en 2001 avec Denis Troch, entraîneur qu'il avait connu au PSG pendant ses années de formation. Il y reste trois ans, toujours indiscutable au poste d'arrière gauche. Lors de la saison 2003-2004, son équipe est quart de finaliste de la Coupe de France et 28 fois dans les trois premières du classement tout au long de la saison, mais ne parvient pas à monter en Ligue 1. De 2002 à 2004, il est délégué syndical de l'UNFP au sein de l'Amiens SC,.
En fin de cycle à Amiens, il rejoint le Stade de Reims pour deux saisons sous la houlette de Ladislas Lozano puis Thierry Froger. Il y termine sa carrière de joueur professionnel en 2006.

### Carrière d'entraîneur
Il décroche son DEF (diplôme d'entraîneur de football) en 2007. Il entame alors une carrière d'entraîneur à l'US Castanet, une équipe de DH de la banlieue toulousaine Il occupe ce poste pendant sept ans.
En 2014, il devient entraîneur adjoint de Christophe Pélissier en signant avec le Luzenac AP, club amateur de National ayant sportivement obtenu sa promotion en Ligue 2 mais dont la montée n'est pas autorisée par la LFP.
Il intègre ensuite pendant deux ans le Toulouse FC comme entraîneur des U19 (2015-2017).
En 2017, il retrouve Christophe Pélissier et l'Amiens SC comme entraîneur adjoint. Pour cette première expérience dans un club de Ligue 1 il s’affirme comme étant « un très bon adjoint sur lequel on peut compter ».
En mai 2019 il signe pour trois ans, plus deux en option, au FC Lorient, toujours comme entraîneur adjoint de Christophe Pélissier. En juin 2022 le club annonce le départ du coach Pélissier et de son staff.
Il est titulaire d'un DESJEPS mention football, qui permet d'entraîner une équipe de niveau N2 ou N3. Il possède également le BEFF (brevet d'entraîneur formateur de football), qui permet d'encadrer un centre de formation professionnel. Pour la saison 2022-2023, il prépare le BEPF. 
En octobre 2022 il rejoint l'AJ Auxerre avec Christophe Pélissier, dont il est l'entraîneur adjoint.

## Carrière

### En tant que joueur
- 1994-1995 : (prêt) Red Star (Division 2) 1 match
- 1995-1996 : Lille OSC
- 1996-1997 : Lille OSC (Division 1) 1 match (le 3 mai 1997, Lyon 0-0 Lille)

- 1997-1998 : Stade lavallois (Division 2) 31 matchs
- 1998-1999 : Stade lavallois (Division 2) 34 matchs, 1 but
- 1999-2000 : Stade lavallois (Division 2) 28 matchs
- 2000-2001 : Stade lavallois (Division 2) 36 matchs, 2 buts
- 2001-2002 : Amiens SC (Division 2) 20 matchs
- 2002-2003 : Amiens SC (Ligue 2) 27 matchs
- 2003-2004 : Amiens SC (Ligue 2) 36 matchs
- 2004-2005 : Stade de Reims (Ligue 2) 16 matchs, 1 but
- 2005-2006 : Stade de Reims (Ligue 2) 14 matchs

### En tant qu'entraîneur
- 2007-2014 : US Castanet (DH) - Entraîneur
- 2014 : Luzenac AP (Ligue 2) - Entraîneur adjoint[10]
- 2015-2017 : Toulouse FC (Ligue 1) - Entraîneur U19
- 2017-2019 : Amiens SC (Ligue 1) - Entraîneur adjoint
- 2019-2022 : FC Lorient (Ligue 2 puis Ligue 1) - Entraîneur adjoint
- 2022-aujourd'hui : Association de la jeunesse auxerroise (Ligue 2 puis Ligue 1) - Entraîneur adjoint